# Pohořelice (district de Brno-Campagne)
Pour les articles homonymes, voir Pohořelice.
Pohořelice (en allemand : Pohrlitz, auparavant Porlitz) est une ville et une commune du district de Brno-Campagne, dans la région de Moravie-du-Sud, en Tchéquie. Sa population s'élevait à 6 071 habitants en 2024.

## Géographie
Pohořelice se trouve à 25 km au sud-sud-ouest de Brno et à 194 km au sud-est de Prague.
La commune est limitée par Cvrčovice, Odrovice, Medlov et Hrušovany u Brna au nord, par Unkovice, Žabčice, Přibice et Ivaň à l'est, par Pasohlávky et Vlasatice au sud, par Branišovice à l'ouest et par Šumice au nord-ouest.

## Histoire
La première mention écrite de la localité date de 1222.

## Galerie

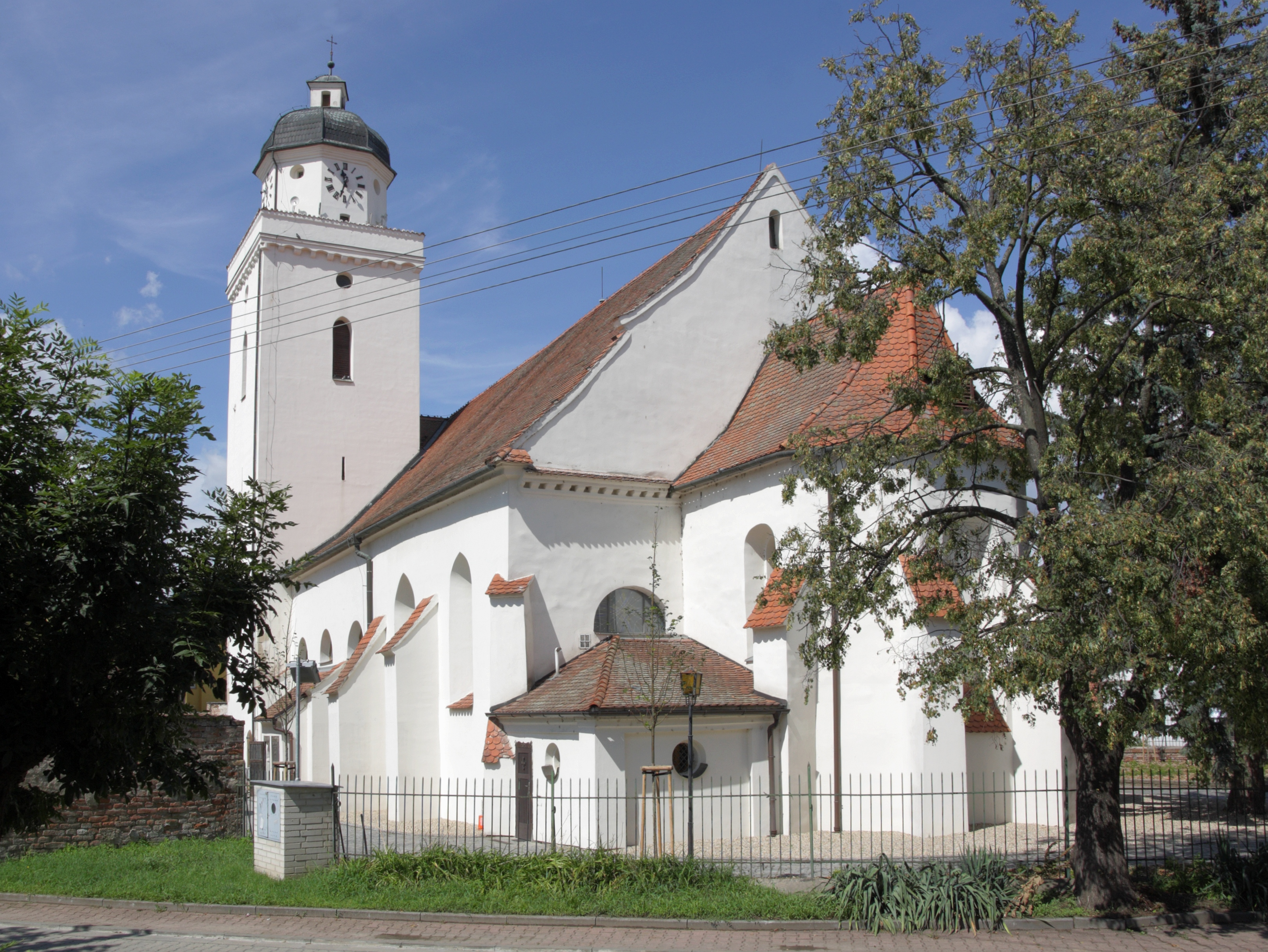
Église Saint-Jacques-le-Majeur.
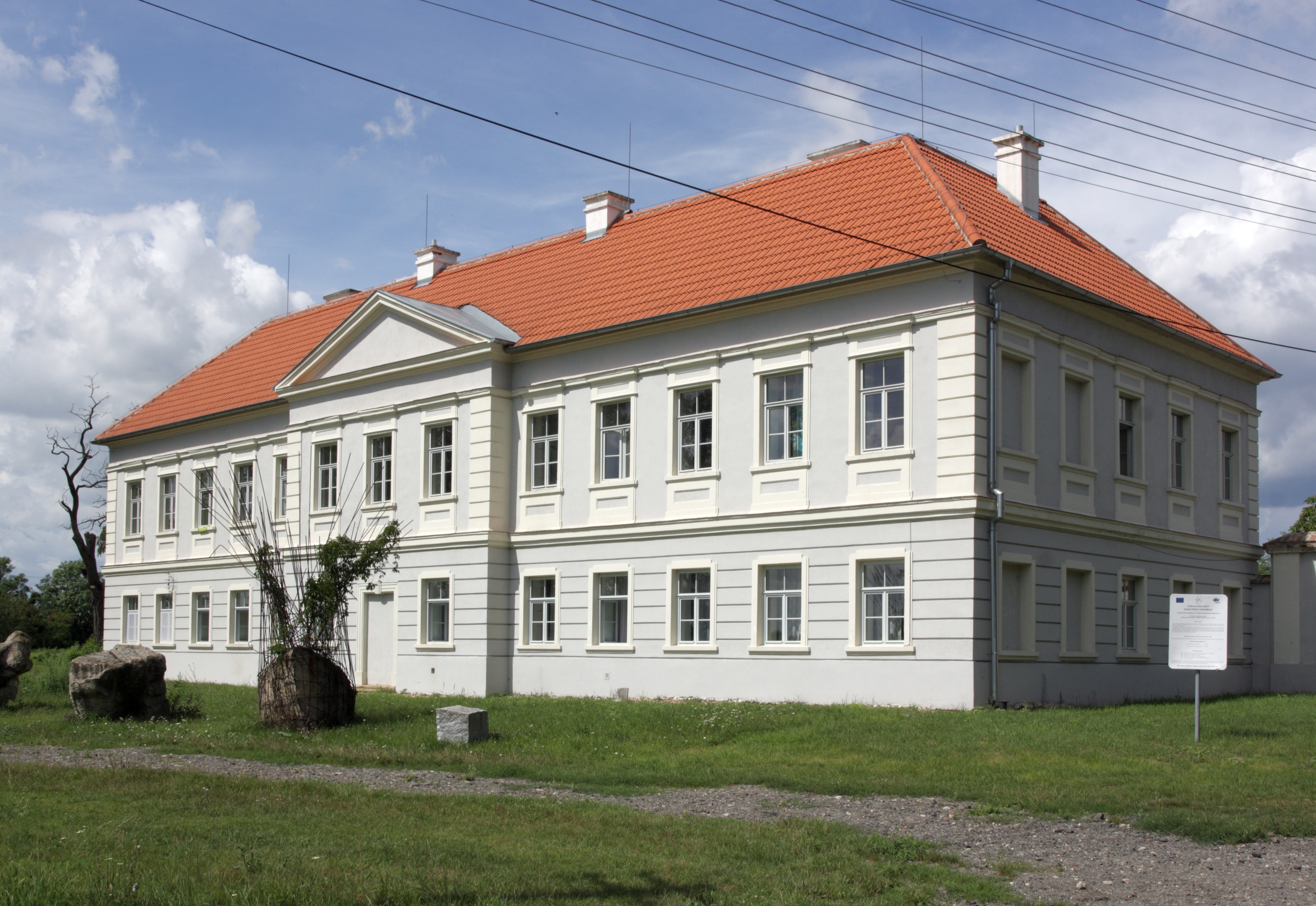
Manoir Leopoldsruhe.

## Transports
Par la route, Pohořelice se trouve à 27,5 km de Brno, à 40 km de  Znojmo et à 218 km de Prague.